# Salzburger Fußballverband
Der Salzburger Fußballverband (SFV) ist die Vereinigung der Fußballvereine des Bundeslandes Salzburg und übt seine Tätigkeit gemeinnützig aus. Der SFV ist ordentliches Mitglied des Österreichischen Fußball-Bundes (ÖFB) und dessen Satzungen unterstellt.
Der Salzburger Fußballverband zeichnet für die Organisation der Meisterschaften in den einzelnen Spielklassen verantwortlich und richtet den SFV-Stiegl-Cup sowie die Hallen-Landesmeisterschaften und Hallen-Pokalturniere sowohl für die Nachwuchs- als auch für die Kampfmannschaften aus. Ihm gehören derzeit ca. 130 Vereine mit 730 Mannschaften, etwa 25.000 Mitglieder und 150 Schiedsrichter an.

## Gründung und die ersten Jahre
Bis 1921 organisierte der Fußballverband für Oberösterreich und Salzburg alle Fußballangelegenheiten für die beiden Bundesländer. Die erste Meisterschaft wurde bereits im Gründungsjahr 1919 ausgetragen, ging aber ohne Salzburger Beteiligung vonstatten. 1920 erreichte die Salzburger Verbandshälfte beim Österreichischen Fußball-Verband (ÖFV; Vorgänger des heutigen ÖFB) eine weitgehende Autonomie vom in Linz ansässigen gemeinsamen Verband für Oberösterreich und Salzburg. Mit dem 1. Salzburger SK 1919 startete in diesem Jahr die erste Salzburger Mannschaft in der gemeinsamen Liga.
Bedingt durch die Dominanz der oberösterreichischen Verbandshälfte konstituierte sich im Gasthaus Sternbräu am 15. April 1921 ein selbstständiger Fußballverband für das Bundesland Salzburg. Die Gründungsmitglieder waren Salzburger AK 1914, SK Nordstern Salzburg, 1. Itzlinger SK, 1. Oberndorfer SK 1920 und Amateur SK Salzburg. Als erster Präsident wurde Paul Massiczek gewählt.
Obwohl von oberösterreichischer Seite vehement gegen diese Separierung opponiert wurde, erkannte der ÖFV noch im selben Jahr die Eigenständigkeit des Salzburger Fußballverbandes an.
Wie überall im Bundesgebiet erfolgte 1926 auch in Salzburg die Trennung des Verbandes in einen Allgemeinen- (ASFV) und einen Arbeiter-Verband (VAFÖ-Landesgruppe Salzburg). Viele der noch jungen Vereine deren Aktive zumeist dem Arbeitermilieu entstammten spielten bis 1934 in den Meisterschaften des VAFÖ (Freie Vereinigung der Amateur-Fußballvereine Österreichs), darunter sehr erfolgreich der SK Vorwärts Maxglan (heute ASK Salzburg) und der 1. Halleiner SK. Nach den Februarunruhen des Jahres 1934 drohte allen Arbeitervereinen österreichweit die Zwangsliquidierung. Um diesem Schicksal zu entgehen, schlossen sich die meisten Salzburger Vertreter teils unter neuem Vereinsnamen wieder dem Salzburger Fußballverband an. Im Oktober 1936 löste sich der Arbeiter-Verband bundesweit auf und die Zweigleisigkeit fand ein Ende.
Während des Zweiten Weltkriegs kam der Fußballsport in Salzburg, abgesehen von Jugendspielen, gänzlich zum Erliegen. Nach dem Krieg setzte die Salzburger Landesregierung eine kommissarische Leitung ein, um den Fußballsport im Bundesland wieder zu organisieren. 1946 erfolgte die Wiedergründung des Salzburger Fußballverbandes.
In der Saison 1987/88 waren mit SV Austria Salzburg, FC Salzburg und dem SAK 1914 gleich drei Vereine aus der Stadt Salzburg in der 2. Division, was vorher und nachher nie wieder erreicht werden konnte. 1993/94 konnte der SFV zum ersten Mal über den österreichischen Meistertitel jubeln, die damalige Salzburger Austria krönte sich zum Meister und später auch zum UEFA-Cup-Finalisten gegen Inter Mailand. Der aktuell erfolgreichste Salzburger Verein ist FC Red Bull Salzburg. Der rechtskräftige Nachfolger des 1933 gegründeten SV Austria Salzburg konnte bisher 17 Meistertitel, 9 Cup-Siege sowie 7 UEFA-Champions-League-Teilnahmen für sich fixieren.

## Vereine des SFV in höheren Ligen
In der Saison 2025/26 spielen folgende Teams in österreichischen Ligen:

### Männer
- Bundesliga
  - FC Red Bull Salzburg

- 2. Liga
  - FC Liefering
  - SV Austria Salzburg
- Regionalliga West
  - SK Bischofshofen 1933
  - FC Pinzgau Saalfelden
  - SV Kuchl
  - SV Seekirchen 1945
  - SV Wals-Grünau
  - TSV St. Johann

### Frauen
- ÖFB Frauen-Bundesliga
  - FC Red Bull Salzburg Frauen

- 2. Liga
  - FC Pinzgau Saalfelden

## Ligasystem
Der SFV trägt derzeit Meisterschaften in 5 Leistungsstufen für die Kampfmannschaften der Männer aus, wobei die Salzburger Liga die höchste und die 2. Klasse die niedrigste ist. Jede Mannschaft ab der Salzburger Liga dürfen ein 1b-Team an der Meisterschaft anmelden. Außerdem organisiert der Verband seit der Saison 2009/10 auch die Salzburger Frauenliga. Folgende Vereine spielen in der Saison 2025/26 im SFV:

### Salzburger Liga
Die Salzburger Liga ist die höchste Spielklasse im Salzburger Fußballverband. Im Regelfall steigt pro Saison je ein Verein in die Regionalliga West auf sowie zwei Vereine in die 1. Landesliga ab. Abhängig von der Anzahl der aus der Regionalliga West absteigenden Salzburger Vereine sind dabei Änderungen möglich. Aktuell sind die folgenden 16 Vereine in der Salzburger Liga vertreten:
| | |
| - FC Puch - SAK 1914 - SV Anthering - SV Bürmoos - SV Grödig - SV Schwarzach - SV Straßwalchen - TSU Bramberg | - TSV Neumarkt - UFC Hallein - UFC Siezenheim - UFC SV Hallwang - UFV Thalgau - USC Eugendorf - USK Anif - Union Henndorf |

### 1. Landesliga
Die 1. Landesliga ist die zweite Leistungsstufe für die Vereine des SFV. In der Regel steigen die ersten beiden Mannschaften in die Salzburger Liga auf und die letzten beiden in die 2. Landesliga ab. Abhängig von der Anzahl der aus der Regionalliga West absteigenden Salzburger Vereine sind dabei Änderungen möglich.
| - ASV Salzburg - ATSV Salzburg - FC Bergheim - SC Golling - SC Mittersill - SC Mühlbach/Pzg. - SC Pfarrwerfen | - SC Tamsweg - SV Seekirchen Juniors - UFC Altenmarkt - USK St. Michael - USV 1960 Berndorf - USV Elixhausen - USV Koppl |

### 2. Landesliga (Nord & Süd)
Die 2. Landesliga, geteilt in zwei Ligen, ist die dritte Leistungsstufe für die Vereine des SFV. In der Regel steigt je der Erste in die 1. Landesliga auf und der letzte in die 1. Klasse ab. Abhängig von der Anzahl der aus der Regionalliga West absteigenden Salzburger Vereine sind dabei Änderungen möglich.
| Nord: - 1. Oberalmer SV - Heeres SV Wals - SK Strobl - SV Nußdorf/H. - UFC Hallein Juniors - USC Abersee - USC Faistenau - USC Mattsee - USK Gneis - USK Hof - USK St. Koloman - USV Fuschl - USV Köstendorf - USV Plainfeld | Süd: - FC Kaprun - FC St. Martin/Tgb. - FC Zell am See - SC Bad Hofgastein - SC Leogang - SK Bruck - SV Mühlbach/Hkg. - TSV St. Johann Juniors - TSV Unken - UFC Eben - UFC Maria Alm - USC Neukirchen/Grv. - USC Piesendorf - USV Stuhlfelden |

### 1. Klasse (Nord & Süd)
| Nord: - SG Perwang/Michaelbeuern - SU Abtenau - SV Austria Salzburg 1b - SV Grödig 1b - SV Kuchl Juniors - SV Wals-Grünau Juniors - UFC Croatia Salzburg - USC Eugendorf 1b - USK Elsbethen - USK Obertrum - USV Lamprechtshausen - USV Scheffau - USV St. Georgen - ÖTSU Oberhofen | Süd: - FC Annaberg-Lungötz - FC St. Veit - SC Wald-Königsleiten - SG Wagrain/Kleinarl - SK Lenzing - SV Konkordiahütte-Tenneck - UFC Radstadt - USC Flachau - USC Mariapfarr - USK Maishofen - USK Rauris - USV Großarl - USV Hollersbach - USV Hüttschlag |

### 2. Klasse (Nord A, B & Süd)
| Nord A: - 1. Oberndorfer SK - SG ASK-PSV Salzburg/1. SSK 1919 - SV Anthering Juniors - SV Bürmoos 1b - SV Straßwalchen Juniors - SV Seekirchen 1c - TSV Neumarkt 1b - UFC Leopoldskron-Moos - UFC SV Hallwang 1b - UFV Thalgau Juniors - USV Schleedorf - Union Henndorf Juniors | Nord B: - FC Fortuna Salzburg - FC Puch Juniors - Lieferinger SV - SAK 1914 Juniors - SK Adnet - SSC Großgmain - SV Grödig 1c - UFC Bad Vigaun - UFC Siezenheim 1b - USK Anif Juniors | Süd: Gruppe A - Pongau/Lungau: - SK Bischofshofen 1933 1b - FC Bad Gastein - SG Filzmoos/Hüttau - SV Schwarzach 1b - USC Mauterndorf - USK Muhr - USV Dorfgastein - USV Zederhaus Gruppe B - Pinzgau: - SG Niedernsill/Uttendorf - SK Taxenbach - SV Lend - TSU Bramberg 1b - UFC Dienten - UFC St. Martin/L. - USC Saalbach-Hinterglemm |

### Salzburger Frauenliga
Die Salzburger Frauenliga wurde offiziell mit Beschluss vom 30. Juni 2009 gegründet. Die erste Saison 2009/10 startet am 12. September 2009 mit acht Vereinen aus dem Flachgau, der Stadt Salzburg, dem Pongau und dem angrenzenden Oberösterreich. Gespielt wird nach den Regeln des Salzburger Fußballverbandes bzw. nach jenen des Österreichischen Fußball-Bundes (ÖFB) an je sieben Wochenenden im Herbst und im Frühjahr. Aktuell nehmen folgende 7 Mannschaften an der SFV-Frauenliga teil:
| - FC Pinzgau Saalfelden 1b - FC Schladming - SC Leogang - SG FC Bergheim/RB Salzburg Frauen 1c - SG Tennengau - USC Eugendorf - USK Elsbethen - USK Hof |

Zusätzlich wurde zur Saison 2024/25 der Salzburger-Frauenliga-Pokal ausgespielt, welcher bisher einmalig in der Saison 1998/99 ausgespielt wurde.

## Jugendligen
Der SFV veranstaltet die Jugend-Sparkassenliga für die Altersgruppen U-14 und U-16. Zusätzlich trägt man auch für die Nachwuchs-Unterstufen U-12, U-13, U-14, U-15 und U-16 Meisterschaften aus.

## SFV-Stiegl-Cup
Hauptartikel: Salzburger Fußballcup
Der Salzburger Fußballcup (bis 1959 Salzburger Landescup; seit 2004 SFV-Stiegl-Cup) ist einer von neun österreichischen Fußball-Pokalwettbewerben auf Verbandsebene und wird vom Salzburger Fußballverband ausgerichtet und organisiert. Der Landespokal stellte beginnend in den 1920er Jahren bis Ende der 1950er Jahre neben der Meisterschaft den Höhepunkt des Salzburger Fußballgeschehens dar. Nach einer 45-jährigen Unterbrechung wurde er 2005 wieder eingeführt und wird seither unter Sponsorenschaft der Stieglbrauerei zu Salzburg als SFV-Stiegl-Cup jährlich ausgetragen.
| Titel   | Verein                   | in den Jahren                                  |
| ------- | ------------------------ | ---------------------------------------------- |
| 8       | Salzburger AK 1914       | 1927, 1928, 1929, 1930, 1931, 1932, 1933, 1934 |
| 4       | FC Red Bull Salzburg     |                                                |
| davon 3 | als SV Austria Salzburg  | 1937, 1959, 2005 (Amateure)                    |
| davon 1 | als FC Red Bull Salzburg | 2011 (Juniors)                                 |
| 4       | SV Austria Salzburg      | 2012, 2013, 2014, 2023                         |
| 3       | 1. Salzburger SK 1919    | 1926, 1928, 1947                               |
| 3       | SV Grödig                | 2007, 2009 (1b), 2017                          |
| 2       | SV Bürmoos               |                                                |
| davon 1 | als ATSV Bürmoos         | 1946                                           |
| davon 1 | als SV Bürmoos           | 1956                                           |
| 2       | FC Hallein 04            | 2006, 2008                                     |
| 2       | USK Anif                 | 2016, 2019                                     |
| 2       | FC Pinzgau Saalfelden    | 2024, 2025                                     |
| 1       | Halleiner AC             | 1936                                           |
| 1       | Union FC Salzburg        | 1948                                           |
| 1       | SK Bischofshofen         | 1957                                           |
| 1       | FC Liefering             |                                                |
| davon 1 | als USK Anif             | 2010                                           |
| 1       | USC Eugendorf            | 2015                                           |
| 1       | SV Straßwalchen          | 2018                                           |
| 1       | SV Kuchl                 | 2022                                           |

## Titel & Erfolge von SFV-Vereinen
Hier sind die wichtigsten Erfolge der beim Salzburger Fußballverband gemeldeten Vereine aufgelistet:
FC Red Bull Salzburg (SV Austria Salzburg):
- 17× Österreichischer Meister: 1994, 1995, 1997, 2007, 2009, 2010, 2012, 2014, 2015, 2016, 2017, 2018, 2019, 2020, 2021, 2022, 2023
- 9× Österreichischer Vizemeister: 1971, 1992, 1993, 2006, 2008, 2011, 2013, 2024, 2025
- 9× Österreichischer Cupsieger: 2012, 2014, 2015, 2016, 2017, 2019, 2020, 2021, 2022
- 3× Österreichischer Supercup-Sieger: 1994, 1995, 1997
- 7× Zweitligameister: 1953, 1958, 1959, (Tauernliga) 1962, 1965, 1967 (Regionalliga West) 1978 (2. Division)

- UEFA Champions League
  - 7× Teilnahme an der Gruppenphase: 1994/95, 2019/20, 2020/21, 2021/22, 2022/23, 2023/24, 2024/25
  - 1× Achtelfinale: 2022
- UEFA-Cup / UEFA Europa League
  - 1× Finalist: 1994
  - 1× Halbfinale: 2018
- 1× Mitropa-Cup-Finalist: 1971
- 3× Intertoto-Cup: 1970, 1971, 1991
- 6× Österreichs Mannschaft des Jahres: 1994, 2018, 2019, 2020, 2021, 2022
- 10× VdF-Mannschaft des Jahres (Bruno): 1997, 2009, 2010, 2014, 2015, 2018, 2019, 2020, 2021, 2022

Salzburger AK 1914:
- 4× Zweitligameister: 1952, 1960 (Tauernliga), 1961 (Regionalliga West), 1985 (2. Division)
- 3× Österreichischer Vize-Amateurstaatsmeister: 1934, 1935, 1937
- ÖFB-Cup
  - 2× Achtelfinale: 1962, 1985

SK Bischofshofen:
- 3× Zweitligameister: 1956, 1957 (Tauernliga Nord), 1971 (Regionalliga West)
- ÖFB-Cup
  - 1× Viertelfinale: 1965

SV Grödig:
- 1× Zweitligameister: 2013
- 2× Meister Regionalliga West: 2008, 2010
- ÖFB Cup
  - 1× Semifinale: 2015

- 1× UEFA Europa League-Qualifikations-Teilnahme: 2015

SV Austria Salzburg:
- 4× Meister Regionalliga West: 2014, 2015, 2024, 2025

FC Salzburg:
- 3× Meister Regionalliga West: 1984, 1987, 1990
- ÖFB-Cup
  - 1× Viertelfinale: 1991

USK Anif:
- 2× Meister Regionalliga West: 2017, 2018

ASK Salzburg:
- 1× Meister Regionalliga West: 1981

FC Puch:
- 1× Meister Regionalliga West: 1992

FC Liefering (USK Anif):
- 1× Meister Regionalliga West: 2013

1. Salzburger SK 1919:
- ÖFB-Cup
  - 1× Semifinale: 1948